# Milton (Iowa)
Milton é uma cidade norte americana  localizada no estado de Iowa no Condado de Van Buren.

## Demografia
Segundo o censo americano de 2000, a sua população era de 550 habitantes.
Em 2006, foi estimada uma população de 505, um decréscimo de 45 (-8.2%).

## Geografia
De acordo com o United States Census Bureau tem uma área de
6,5 km², dos quais 6,5 km² cobertos por terra e 0,0 km² cobertos por água. Milton localiza-se a aproximadamente 243 m acima do nível do mar.

## Localidades na vizinhança
O diagrama seguinte representa as localidades num raio de 20 km ao redor de Milton.